# Kim Han-gil
Dans ce nom coréen, le nom de famille, Kim, précède le nom personnel.
Pour les articles homonymes, voir Kim.
Kim Han-gil est un homme politique, journaliste et écrivain sud-coréen. Il a été membre des 15e, 17e et 19e législatures de l'Assemblée nationale de la République de Corée et le ministre de la Culture et du Tourisme. 

## Biographie

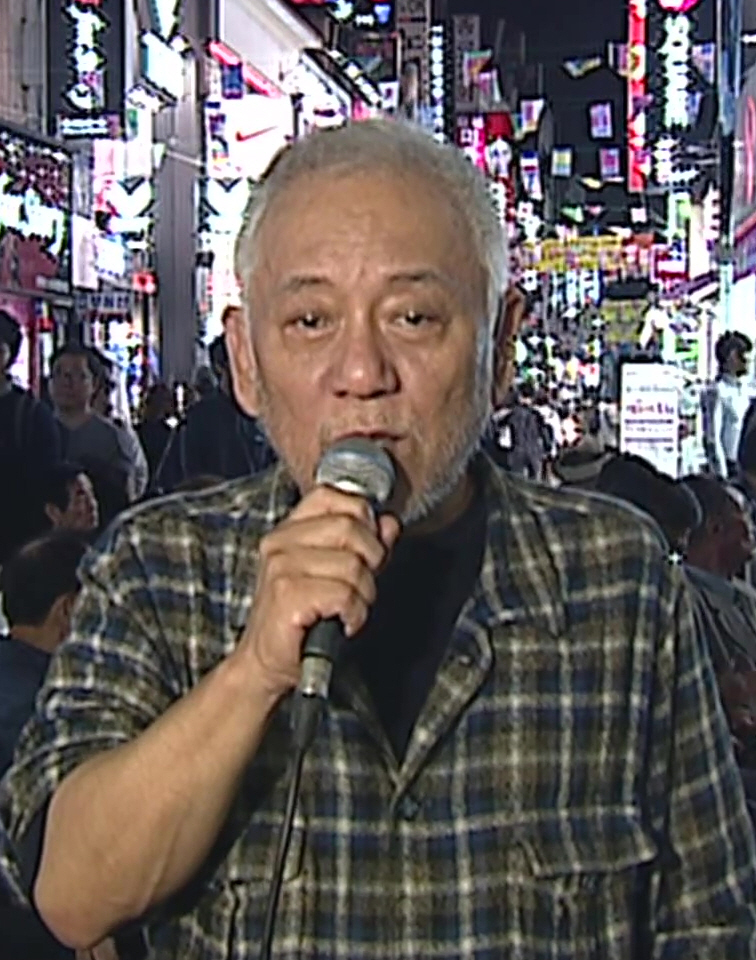
Kim Han-gil en 2013

Après avoir étudié les sciences politiques et le journalisme à l'université Konkuk, il a travaillé comme journaliste aux États-Unis, écrivant pour Hankook Ilbo et le Joong-ang Ilbo. Il est devenu actif au sein du Congrès national pour la nouvelle politique en 1996, et est resté membre du principal parti libéral sous ses différents noms jusqu'en 2016. Il a occupé le poste de ministre de la Culture et du Tourisme (en) de 2000 à 2001 et a entrepris un voyage très médiatisé en Corée du Nord le 10 mars 2001, apparemment pour discuter d'arrangements en matière de tourisme et de culture. Après son voyage, Kim a annoncé un accord pour former une équipe conjointe Nord-Sud qui participerait aux championnats du monde de tennis de table 2001, mais la Corée du Nord rejeta l'arrangement plus tard en mars, invoquant « un accord incomplet et des problèmes de préparation ».
Kim est devenu membre de l'Assemblée nationale en 1996, mais perdit son siège en 2008. Il revint à l'Assemblée lors des élections de 2012, et devint président du Parti démocrate. Lorsque le Parti démocratique fusionna avec le Parti de la nouvelle vision politique d'Ahn Cheol-soo pour former la Nouvelle alliance politique pour la démocratie en mars 2014, Kim devint coprésident du nouveau parti aux côtés d'Ahn. Kim et Ahn ont cependant tous deux démissionné de leur poste de coprésident trois mois plus tard, à la suite des résultats décevants du parti lors des élections partielles de 2014, qui avaient vu un candidat conservateur remporter une circonscription de la province de Jeolla du Sud pour la première fois en 26 ans.
Le 3 janvier 2016, après qu'Ahn a quitté le successeur du NPAD, le Parti Minju, Kim a annonça qu'il quittait le Parti Minjoo pour rejoindre Ahn en tant que membre fondateur du nouveau Parti du peuple. En mars, à l'approche des élections législatives de 2016, Kim entra en conflit avec Ahn sur la nécessité d'une alliance électorale avec le Parti Minju. Kim démissionna de son poste de coprésident du comité de campagne électorale du parti le 11 mars en raison de ce différend, et, Ahn refusant de poursuivre un tel pacte et le coprésident Chun Jung-bae (en) renonçant à cette perspective, il retira sa candidature pour les prochaines élections. Kim a néanmoins salué les résultats de l'élection, qui étaient positifs pour le Parti du peuple, déclarant que le jour d'un changement de régime n'était plus très loin
Il n'eut pas de rôle prépondérant quand le Parti du peuple rejoignit le Bareunmiraedang, qui avait fusionné avec le Bareunjeongdang.

## Vie privée
Il est marié à l'actrice Choi Myung-gil

## Œuvres littéraires

### Essais
- 1984 Journée américaine (미국일기)
- 2000 Le journal de l'espoir de Hangil Kim. (김한길의 희망일기)
- 2006 Ne t'éloigne pas quand j'ouvre les yeux. (눈뜨면 없어라)

### Romans
- 1981 Le vent et le souffle.  (바람과 박제)
- 1981 La mort de Sénèque.  (세네카의 죽음)
- 1989 Le chameau ne pleure pas seul.  (낙타는 따로 울지 않는다)
- 1991 L'homme d'une femme.  (여자의 남자)
- 1995 Je la vis debout (거기 그녀가 서 있는 걸 보았네)